# مارلا جلان
مارلا جلان (بالإنجليزية: Marla Glen)‏ هي ملحنة ومغنية أمريكية، ولدت في 3 يناير 1960 في شيكاغو في الولايات المتحدة.

## وصلات خارجية
- مارلا جلان على موقع IMDb (الإنجليزية)
- مارلا جلان على موقع ميوزك برينز (الإنجليزية)
- مارلا جلان على موقع أول ميوزيك (الإنجليزية)
- مارلا جلان على موقع ديسكوغز (الإنجليزية)